# П'яцца-Армерина
П'яцца-Армерина (італ. Piazza Armerina, сиц. Ciazza) — муніципалітет в Італії, у регіоні Сицилія,  провінція Енна.
П'яцца-Армерина розташовані на відстані близько 530 км на південь від Рима, 120 км на південний схід від Палермо, 23 км на південний схід від Енни.
Населення — 22 006 осіб (2014).

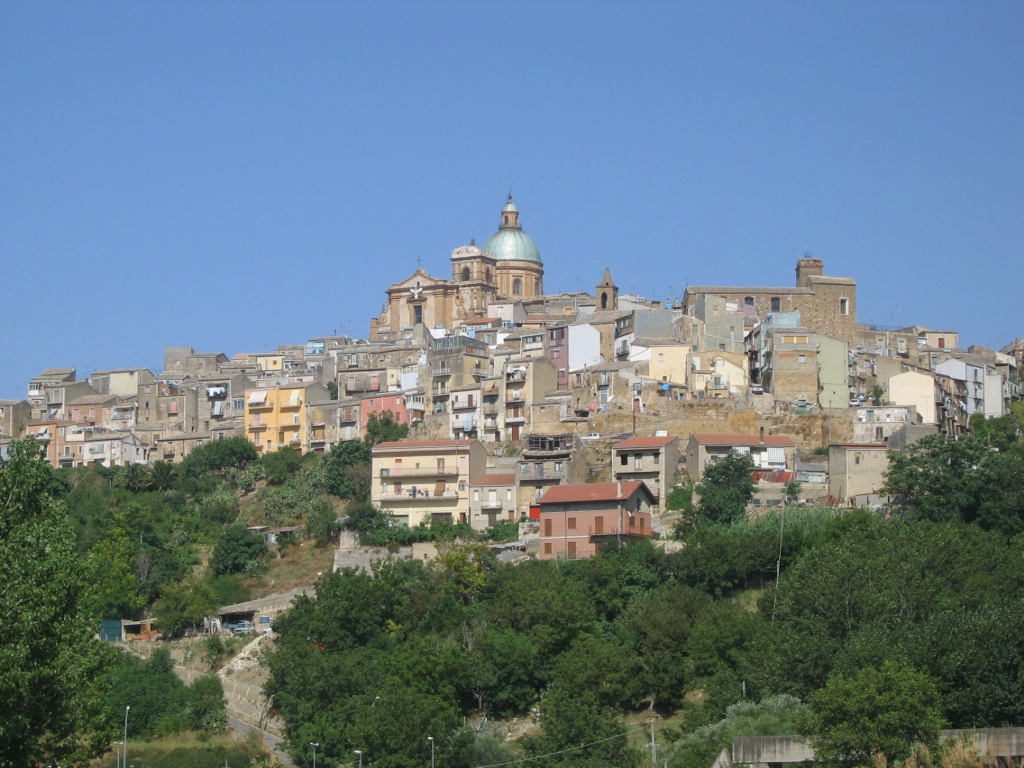

Щорічний фестиваль відбувається 15 серпня. Покровитель — Santa Maria delle Vittorie.

## Демографія
Населення за роками:

Станом на 1 січня 2023 року в муніципалітеті офіційно проживав 1141 іноземець з 63 країн, серед них 358 громадян країн Євросоюзу та 7 громадян України.

## Відомі особистості
В поселенні народився:
- Борис Джуліано (1930—1979) — італійський поліцейський, начальник поліції Палермо.

## Сусідні муніципалітети
- Айдоне
- Ассоро
- Баррафранка
- Кальтаджироне
- Енна
- Маццарино
- Мірабелла-Імбаккарі
- П'єтраперція
- Раддуза
- Сан-Коно
- Сан-Мікеле-ді-Ганцарія
- Вальгуарнера-Каропепе